# پاتریک د اولیویرا ویرا
پاتریک د اولیویرا ویرا (انگلیسی: Patrick Vieira؛ زادهٔ ۲۲ ژانویهٔ ۱۹۹۱) بازیکن فوتبال اهل برزیل است.
از باشگاه‌هایی که در آن بازی کرده‌است می‌توان به باشگاه ورزشی ماریتیمو اشاره کرد.

## دوران حرفه‌ای
در ۱۶ اوت ۲۰۱۵، پاتریک قراردادی دو ساله با ماریتیمو در پرتغال امضا کرد که در آن تیم ۷۱ بازی کرد و یک گل در دو فصل به ثمر رساند. در ژوئیه ۲۰۱۷، او با قهرمان پرتغال، بنفیکا قرارداد امضا کرد.